# Jerada
Jerada är en stad i Marocko och är administrativ huvudort för provinsen Jerada som är en del av regionen Oriental. Folkmängden uppgick till 43 506 invånare vid folkräkningen 2014.